# American Public Transportation Association
Die American Public Transportation Association (Amerikanischer Verband für Öffentliches Verkehrswesen), regelmäßig abgekürzt APTA, ist der gemeinnützige Interessenverband in den USA zur Förderung des öffentlichen Personenverkehrs. Er vertritt gegenüber dem Kongress der Vereinigten Staaten die Interessen von über 1500 Verkehrsgesellschaften (Stand 2016), von kleinen Busunternehmern bis zu den großen Verkehrsverbünden in den Metropolregionen.
Der Verband wurde 1882 als American Street Railway Association (Amerikanischer Verband der Straßenbahnbetriebe) gegründet. Der Verband benannte sich mehrfach um, ab 1905 American Street and Interurban Railway Association, ab 1910 American Electric Railway Association, ab 1932 American Transit Association und dann ab 1974 American Public Transit Association (Amerikanischer Verband für Öffentlichen Verkehr), mit der schon die bekannte Abkürzung APTA entstand. Die Umbenennung in den heute geführten Namen erfolgte zum 1. Januar 2000, unter Erhalt der Abkürzung.
Die APTA spielte eine wichtige Rolle bei der Neuordnung nach den Bankrotten im Bahnverkehr um 1970, in deren Folge staatliche Auffanggesellschaften gegründet wurden – die Amtrak 1971 für den Personenverkehr und Conrail 1976 für den Güterverkehr. Die APTA vertrat hier die eh schon subventionierten Nahverkehrsgesellschaften in den städtischen Regionen und wirkte an der Konsolidierung des Personenverkehrs mit. Wesentliche Teile der Gesetze und Bestimmungen der 1964 gegründeten Urban Mass Transportation Administration basieren auf ihren Entscheidungsvorlagen. Insbesondere die zur Gründungszeit gerade anstehenden Standardisierungen durch die UMTA, besonders sichtbar bei den Light-Rail Stadtbahnen, benötigte einen starken Interessenverband in Washington. Mit der Renaissance der Straßenbahn und der Niederflurtechnik veränderte sich die Bedeutung, die APTA hatte noch einen Einfluss bei dem Beschluss des FAST ACT zur Subventionierung des Personenverkehrs im Jahre 2015, musste aber den per 8. April 2016 entschiedenen Austritt der New Yorker MTA verkraften (des größten Verkehrsverbunds weltweit).